# Дикий виноград трикінчастий
{{#ifeq:0|0|{{#if:|{{#if:Parthenocissustricuspidata|[[]}}|}}}}
Ди́кий виногра́д трикінчастий (Parthenocissus tricuspidata) — багаторічна рослина родини виноградових. Поширена декоративна культура.

## Опис
Листопадна дерев'яниста ліана завдовжки 15-30 м. Виткі пагони цього виду чіпляються до вертикальних поверхонь й опор за допомогою численних невеликих вусиків із липкими дисками. Листки прості, великозубчасті, три- або п'ятилопатеві, зрідка можуть бути нерозділеними на лопаті або, навпаки, поділеними настільки глибоко, що здаються трьома окремими листками. Довжина листків сягає 5-22 см. На початку розвитку вони червонувато-зелені, влітку верхній бік листка набуває темно-зеленого кольору і виглядає трохи лискучим, нижній стає блідо-зеленим, восени листя набуває яскравих жовтого та винно-червоного кольорів.
Квітки непоказні, зеленкуваті, зібрані в кластери. Плід — невелике, схоже на виноградне, супліддя 5-10 см завширшки. Окремі ягоди завширшки 6-8 мм, темно-синього кольору, містять по 1-2 насінини. На відміну від справжнього винограда вони неїстівні.

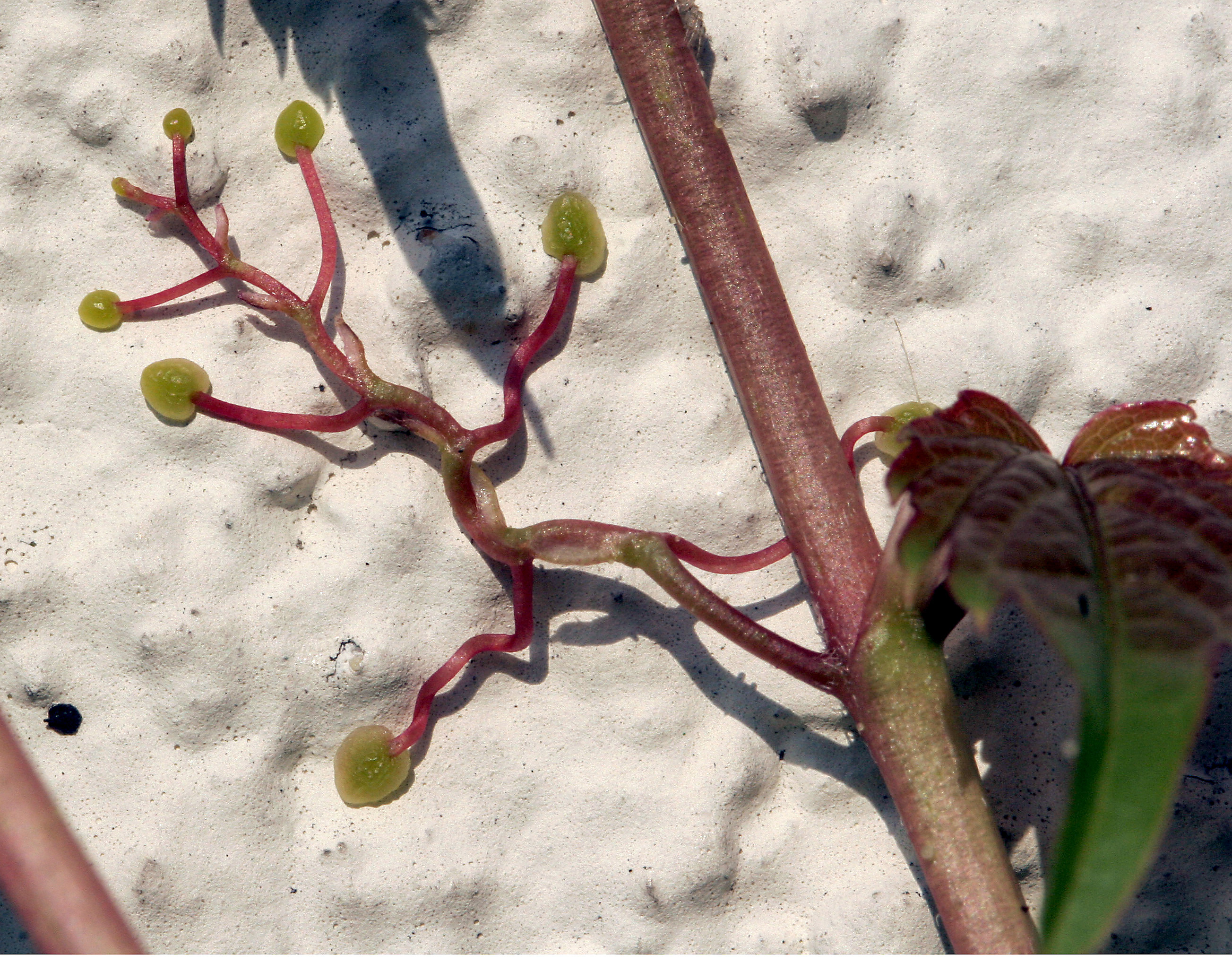
Чіпкі диски
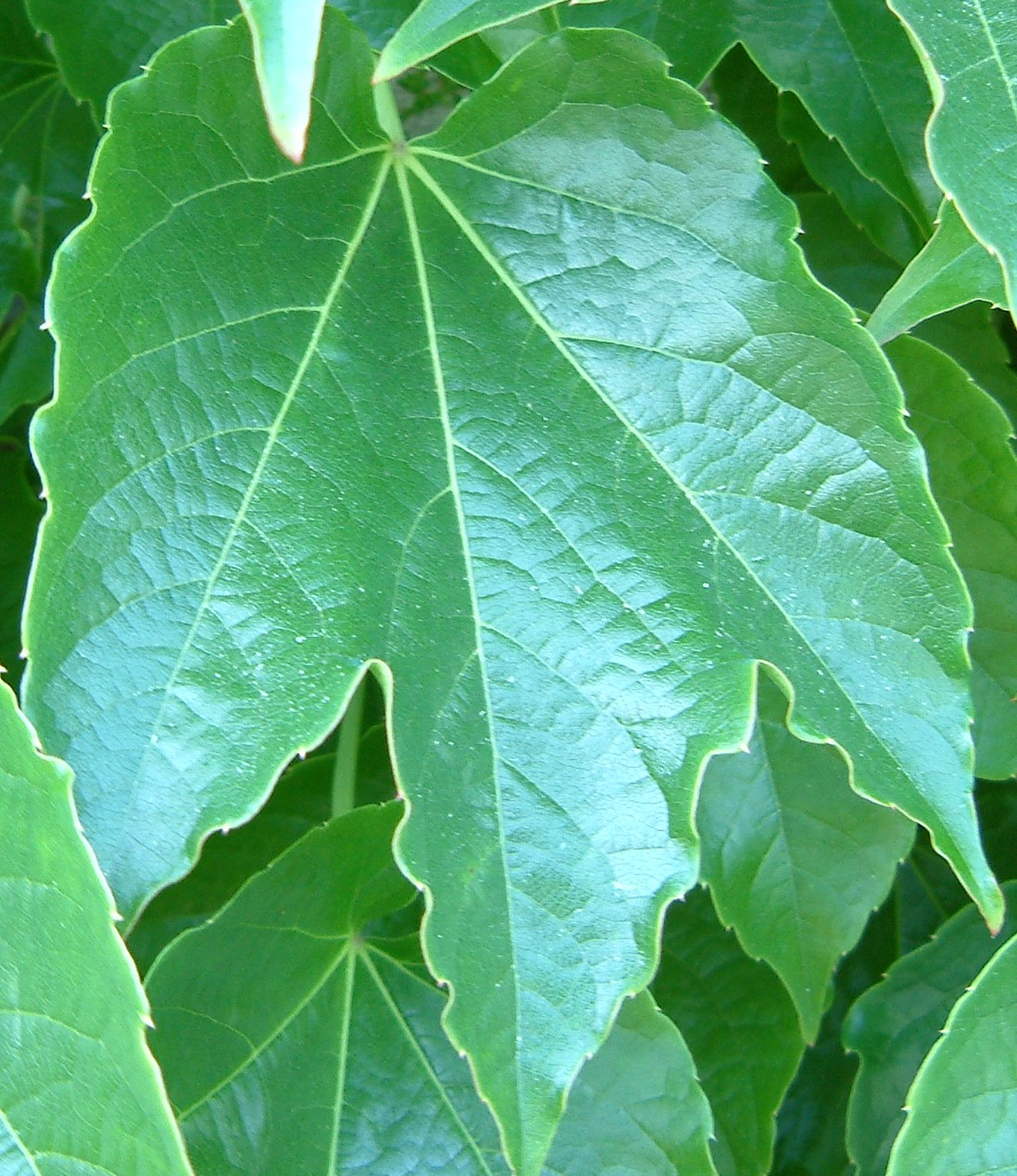
Листок великим планом
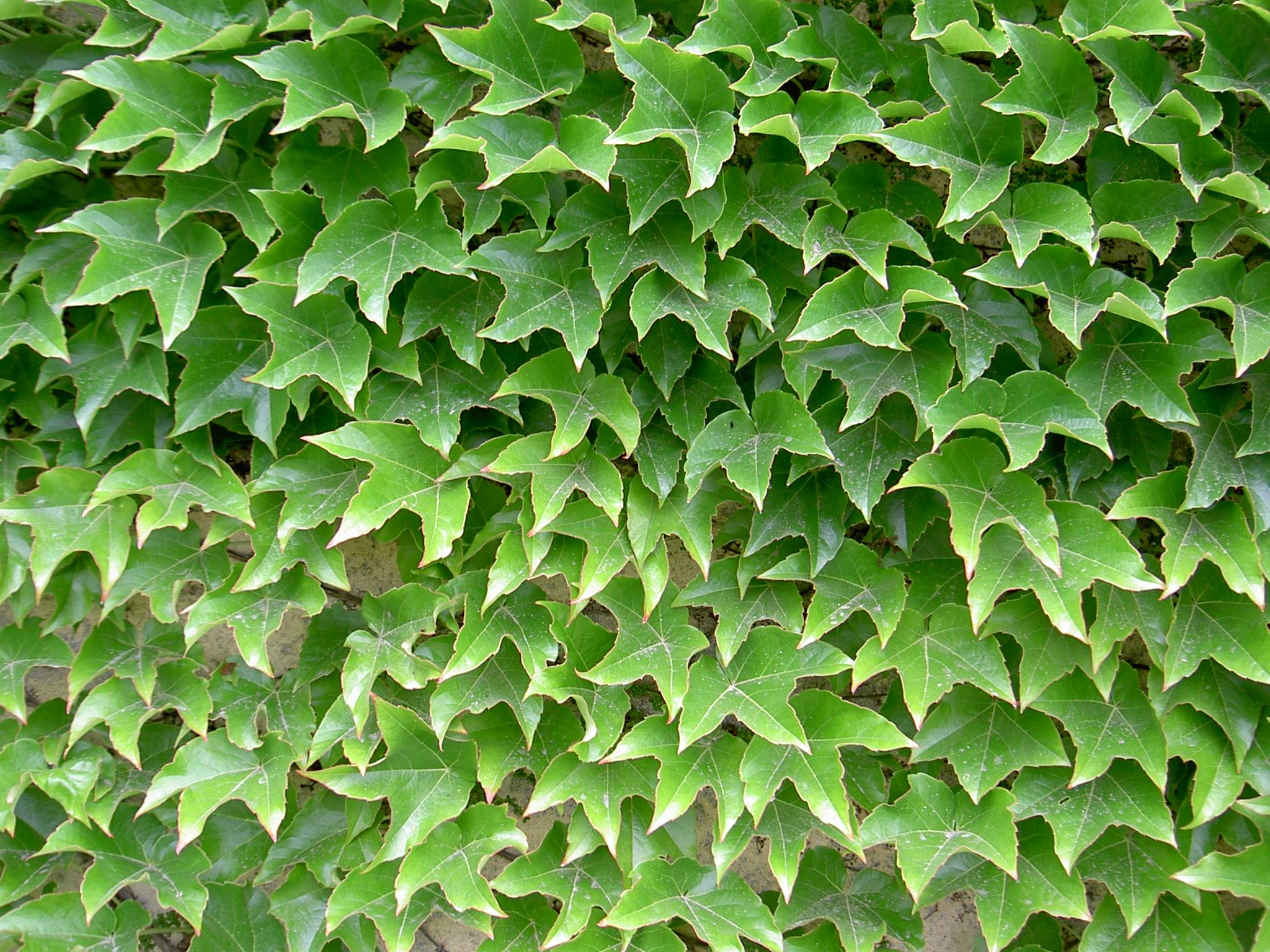
Загальний вигляд листя влітку
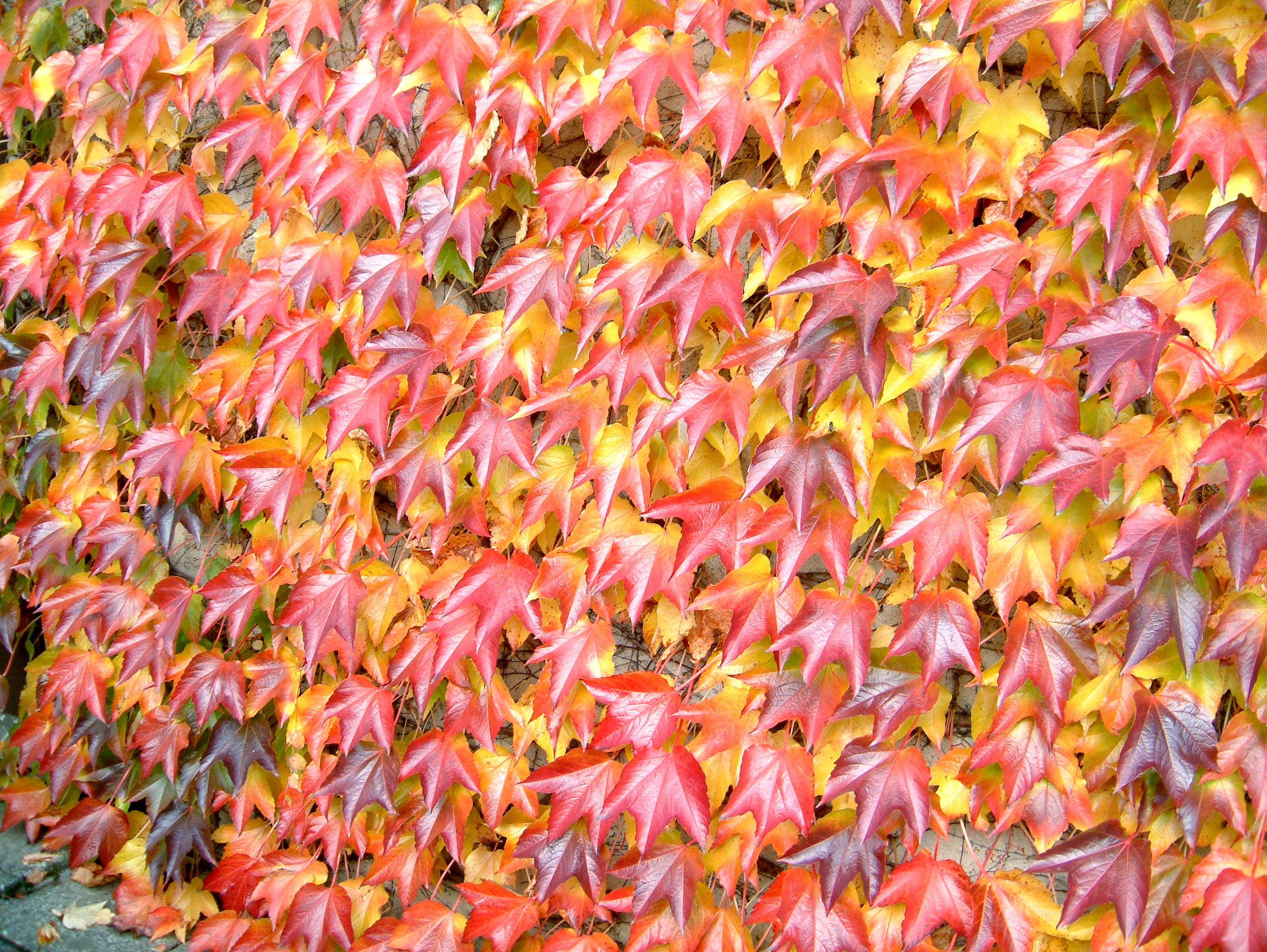
Вигляд листя восени

## Поширення

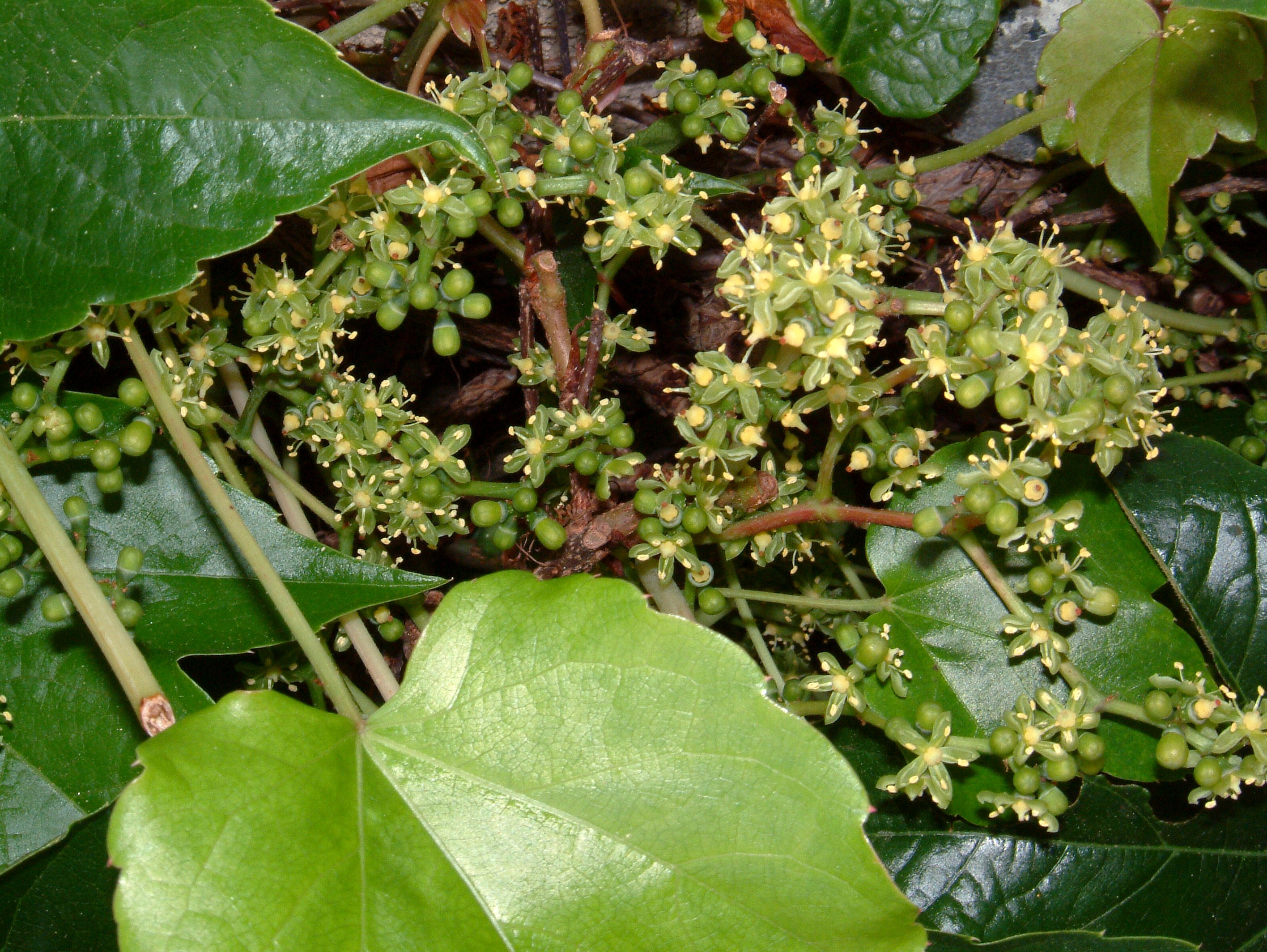
Суцвіття

Первинний ареал цього виду охоплював Японські острови, схід Китаю, Корейський півострів, Далекий Схід Росії. З Японії цю рослину привезли до Великої Британії в 1860 році, де вона швидко набула популярності як декоративна. Згодом як культура для озеленення дикий виноград тригострокінцевий поширився по всіх помірних кліматичних зонах світу.

## Синоніми
| - Acer nikoense (Miq.) Maxim. - Ampelopsis haponica auct. - Ampelopsis minima auct. - Ampelopsis tricuspidata Siebold & Zucc. - Ampelopsis veitchii auct. - Cissus thunbergii Siebold & Zucc. - Cissus tricuspidata Siebold & Zucc. - Crula nikoense (Maxim.) Nieuwl. - Crula nikoensis Nieuwl. | - Negundo nikoense (Maxim.) Nichols. - Negundo nikoense Miq. - Parthenocissus thunbergii (Siebold & Zucc.) Nakai - Psedera thunbergii (Siebold & Zucc.) Nakai - Psedera tricuspidata (Siebold & Zucc.) Rehder - Vitis inconstans Miq. - Vitis taquetii H. Lév. - Vitis tricuspidata (Siebold & Zucc.) Lynch |